# Drymoluber
Drymoluber is een geslacht van slangen uit de familie toornslangachtigen (Colubridae) en de onderfamilie Colubrinae.

## Naam en indeling
De wetenschappelijke naam van de groep werd voor het eerst voorgesteld door Afrânio Pompílio Gastos do Amaral in 1929. Er zijn drie soorten waaronder Drymoluber apurimacensis, die pas in 2004 voor het eerst wetenschappelijk werd beschreven.

### Soorten
Het geslacht omvat de volgende soorten, met de auteur en het verspreidingsgebied.
| Naam                     | Auteur                         | Verspreidingsgebied                                                     |
| ------------------------ | ------------------------------ | ----------------------------------------------------------------------- |
| Drymoluber apurimacensis | Lehr, Carrillo & Hocking, 2004 | Peru                                                                    |
| Drymoluber brazili       | Gomes, 1918                    | Brazilië en Paraguay                                                    |
| Drymoluber dichrous      | Peters, 1863                   | Bolivia, Colombia, Ecuador, Frans-Guyana, Guyana, Suriname en Venezuela |

## Uiterlijke kenmerken
De schubben aan de bovenzijde van het lichaam hebben een glad oppervlak. Er zijn altijd vijftien tot zeventien rijen dorsale schubben in de lengte aanwezig, een rij verbrede schubben ontbreekt.

## Levenswijze
Alle soorten zijn bodembewonend en overdag actief. Op het menu staan kleine ongewervelden zoals kikkers en hagedissen. Van de soort Drymoluber dichrous is beschreven dat onder andere op gekko's uit het geslacht Leptodactylus wordt gejaagd, maar ook wel andere slangen en eieren van hagedissen worden buitgemaakt.

## Verspreiding en habitat
Alle soorten komen voor in delen van Zuid-Amerika. Drymoluber apurimacensis is endemisch in Peru, Drymoluber brazili leeft in Brazilië en Paraguay en Drymoluber dichrous heeft het grootste verspreidingsgebied en komt naast eerder genoemde landen (behalve Paraguay) voor in Bolivia, Colombia, Ecuador, Frans-Guyana, Guyana, Suriname en Venezuela.
De habitat bestaat uit zowel vochtige als drogere tropische en subtropische bossen, savannen en scrubland.

## Beschermingsstatus
Door de internationale natuurbeschermingsorganisatie IUCN is aan twee soorten een beschermingsstatus toegewezen. Drymoluber dichrous wordt gezien als 'veilig' (Least Concern of LC) maar de soort Drymoluber apurimacensis wordt beschouwd als 'ernstig bedreigd' (Critically Endangered of CR).